# 티로너 스퐁

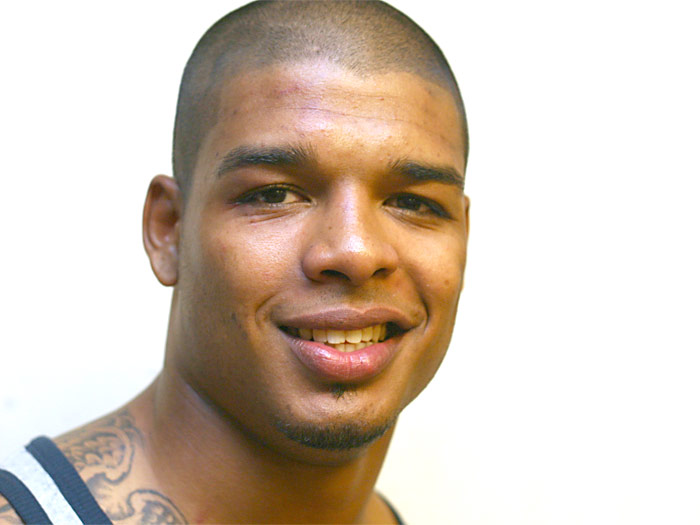
티로너 스퐁

티로너 스퐁(네덜란드어: Tyrone Spong, 1985년 9월 3일 ~ )은 네덜란드-수리남의 킥복싱 선수, 종합격투기 선수로 활약하고 있으며, 별명은 링의 제왕(The King of the Ring)이다. 남아메리카 나라인 수리남 파라마리보에서 태어났다.

## 입식 격투 전적
- 50전 43승 6패 1무(25 KO)

| 경기일자         | 상대                  | 결과   | 내용            | 대회                              |
| ---------------- | --------------------- | ------ | --------------- | --------------------------------- |
| 2011년 6월 19일  | 로렌 자비에르 조지    | 승     | 3R 판정         | It's Showtime                     |
| 2011년 5월 15일  | 이고르 미할제비치     | 승     | 1R KO           | It's Showtime                     |
| 2010년 12월 11일 | 알리스타 오브레임     | 패     | 3R 판정         | K-1 월드 GP 2010 final            |
| 2010년 10월 2일  | 레이 세포             | 승     | 3R 판정         | K-1 월드 GP 2010 final 16         |
| 2010년 4월 3일   | 제롬 르 밴너          | 패     | 3R 판정         | K-1 월드 GP 2010 in yokohama      |
| 2009년 12월 5일  | 후지모토 쿄타로       | 승     | 3R 판정         | K-1 월드 GP 2009 final            |
| 2009년 5월 16일  | 아틸라 카라치         | 승     | 3R 판정         | It's Showtime                     |
| 2009년 3월 28일  | 구칸 사키             | 패     | 4R 1분 58초 KO  | K-1 월드 GP 2009 in yokohama      |
| 2009년 1월 24일  | 사미르 베나조즈       | 승     | 3R TKO          | Beast of the East                 |
| 2008년 11월 29일 | 자빗 사메도프         | 승     | 3R 판정         | It's Showtime                     |
| 2008년 4월 26일  | 아젬 막스타이         | 승     | 2R 45초 KO      | K-1 월드 GP 2008 in amsterdam     |
| 2008년 3월 15일  | 온드레 하트니크       | 승     | 2R 2분 32초 KO  | It's Showtime                     |
| 2008년 2월 9일   | 니코스 소콜리스       | 승     | 1R 2분 25초 KO  | KO 월드 시리즈 2008 in Auckland   |
| 2008년 2월 9일   | 샤드 워커             | 승     | 1R 1분 8초 KO   | KO 월드 시리즈 2008 in Auckland   |
| 2008년 1월 26일  | 올레리안 듀트         | 승     | 3R 판정         | WFCA 웰터급 세계타이틀            |
| 2007년 12월 24일 | 라스무스 조일러       | 승     | 2R KO           | 왕의 귀환 2                       |
| 2007년 10월 27일 | 에밀 졸라치           | 승     | 4R 1분 2초 TKO  | One Night in Bangkok              |
| 2007년 8월 6일   | 휴르먼 니크마슬라크   | 승     | 1R 2분 31초 KO  | 왕의 귀환 1                       |
| 2007년 6월 2일   | 디미트리 샤쿠타       | 승     | 5R 판정         | 젠틀맨 파이트 나이트 4            |
| 2007년 5월 6일   | 욧차이                | 승     | 1R 2분 40초 KO  | SLAMM 3                           |
| 2007년 3월 25일  | 아미르 제야다         | 패     | 3R 1분 49초 TKO | Ring Gala                         |
| 2006년 11월 12일 | 조리 메스             | 승     | 5R 1분 12초 TKO | 자존심 & 명예 아호이 2006         |
| 2006년 10월 1일  | 카오클라이 카엔노르싱 | 승     | 1R 1분 38초 KO  | SLAMM 2                           |
| 2006년 6월 18일  | 샘 브란               | 승     | 3R KO           | 2H2H The Road to Tokyo            |
| 2006년 6월 3일   | 헨리 아켄디즈         | 승     | 2R KO           | 젠틀맨 파이트 3                   |
| 2006년 5월 6일   | 패리드 엠라이카       | 승     | 5R 판정         | Gala de Kickboxing                |
| 2006년 4월 29일  | 조인준                | 승     | 1R 2분 7초 KO   | 마스 월드 파이트 GP 2006 in seoul |
| 2006년 2월 18일  | 주니어 곤잘베스       | 승     | 1R KO           | It's Showtime                     |
| 2005년 12월 3일  | 세놀 키지타스         | 승     | 2R TKO          | A-1 Combat League                 |
| 2005년 12월 3일  | 세놀 케틴             | 승     | 1R TKO          | A-1 Combat League                 |
| 2005년 12월 3일  | 라네 리치코           | 승     | 1R 45초 KO      | A-1 Combat League                 |
| 2005년 10월 9일  | 빈센트 빌보이         | 승     | 5R 판정         | 로테르담 럼블                     |
| 2005년 5월 8일   | 유네스 엘함사니       | 승     | 5R 판정         | Muay Thai Gala                    |
| 2005년 4월 9일   | 모하메드 알리         | 승     | 5R 판정         | WPKL 유럽 타이틀                  |
| 2004년 11월 14일 | 리처드 웨스턴         | 승     | 5R 판정         | Gala in Almere                    |
| 2004년 10월 17일 | 라피 조페어           | 승     | 3R TKO          | Battle in Zaandam 2               |
| 2004년 4월 16일  | 고토 류지             | 패     | 5R 판정         | Shooto Boxing 인피니티            |
| 2004년 3월 21일  | 하미드 엘 카이드      | 승     | 5R 판정         | Profighter Gala in Almere         |
| 2004년 2월 22일  | 윌리엄 디엔더         | 승     | 5R 판정         | 2H2H                              |
| 2003년 11월 12일 | 유네스 엘함사니       | 무승부 | 5R 판정         | Veni, Vidi, Vidi II               |
| 2003년 11월 2일  | 자비어 게이츠         | 승     | 2R KO           | Immortality                       |
| 2003년 10월 13일 | 로키 그랜딘           | 승     | 2R TKO          | 2H2H in Ahoy                      |
| 2003년 7월 4일   | 그레고리 코스티나     | 승     | 4R TKO          | Baas Sports                       |
| 2003년 4월 19일  | 헨리 아켄디스         | 승     | 1R 3분 KO       | Beast of the East                 |
| 2003년 4월 13일  | 얀 반 덴데렌          | 승     | 5R 판정         | Thaiboxgala                       |
| 2003년 3월 18일  | 멜빈 로젠블라드       | 승     | 5R 판정         | Killerdome III                    |
| 2003년 2월 2일   | 헤리 로드위크         | 승     | 1R KO           | Killerdome I                      |
| 2003년 1월 11일  | 타릭 실리마니         | 승     | 2R KO           | Dudok Arena                       |
| 2002년 10월 27일 | 레이 스타링           | 승     | 5R 판정         | Beast of the East                 |
| 2002년 5월 19일  | 아미르 제야다         | 패     | 4R 47초 KO      | Itai-Te Promotions                |

### 정보
주 베이스는 킥복싱&무에타이이다. 키는 188cm에 체중은 90kg대로 헤비급에서 가벼운 체격이다. 그의 닉네임은 The King of the Ring(링의 제왕)으로 불리고 있다. 그 밖의 무에타이 전적은 74승 2패(62KO)로 상당히 좋은 성적을 거두었다. 그가 소속한 팀은 블록레벨 파이트 글러브 F.F.C에 속해 있다. 그가 K-1 데뷔전에서 2008 유럽GP 슈퍼파이트 상대인 아젬 막스타이를 2R 초반 니킥으로 제압하면서 그의 실력이 K-1에서도 통한다는 것을 증명한 바 있다. K-1 월드 GP 2009 in 요코하마에서 헤비급 타이틀을 두고 출전하게 된다. 준결승에서 구칸 사키와 붙게 된다. 치열한 접전 끝에 아쉽게도 헤비급 타이틀 매치에서 탈락하게 된다.

## 타이틀
- MTBN 주니어 클래스 네덜란드 무에타이 챔피언
- WPKL 유로파 챔피언
- WKN 유로파 챔피언
- WFCA 크루져급 2008 세계 챔피언